# An-Nàtiq bi-l-Haqq
An-Nàtiq bi-l-Haqq (àrab: الناطق بالحق, an-Nāṭiq bi-l-Ḥaqq) fou el nom que el califa al-Amín va donar al seu fill infant Mussa ibn al-Amín (àrab: موسى بن الأمين, Mūsà b. al-Amīn), tingut amb una umm wàlad anomenada Nazm, que era la seva favorita, quan fou designat hereu en el lloc del seu germà al-Mamun, en contra del que havia determinat Harun ar-Raixid, pare d'al-Amin i al-Mamun. El decret del pare fou penjat a la Kaba de la Meca, però el visir al-Fadl ibn ar-Rabí, instigador del canvi, el va fer segrestar. D'haver pujat al tron hauria estat el primer a no ser abbàssida de pare i mare. La derrota d'al-Amín enfront de son germà va impedir que el jove mai arribés al tron.